# Milano-Sanremo 1917
La Milano-Sanremo 1917, decima edizione della corsa, fu disputata il 15 aprile 1917, per un percorso totale di 286,5 km. Fu vinta dall'italiano Gaetano Belloni, giunto al traguardo con il tempo di 12h44'09" alla media di 22,496 km/h davanti ai connazionali Costante Girardengo e Angelo Gremo.
I ciclisti che partirono da Milano furono 48; coloro che tagliarono il traguardo a Sanremo furono 14 (tutti italiani).

## Ordine d'arrivo (Top 10)
| Pos. | Corridore           | Squadra | Tempo      |
| ---- | ------------------- | ------- | ---------- |
| 1    | Gaetano Belloni     | Bianchi | 12h44'09"  |
| 2    | Costante Girardengo | Bianchi | a 11'48"   |
| 3    | Angelo Gremo        | Bianchi | a 42'21"   |
| 4    | Camillo Bertarelli  | -       | s.t.       |
| 5    | Luigi Cuppi         | -       | s.t.       |
| 6    | Pietro Bestetti     | -       | s.t.       |
| 7    | Ezio Corlaita       | -       | a 55'41"   |
| 8    | Francesco Cerutti   | -       | a 56'54"   |
| 9    | Leopoldo Torricelli | Maino   | a 1h12'00" |
| 10   | Michele Robotti     | -       | a 1h19'00" |